# Tvoje lice zvuči poznato (6. sezona)
Tvoje lice zvuči poznato 6 predstavlja šestu sezonu hrvatskog plesno-pjevački show Tvoje lice zvuči poznato. Show je baziran na originalnoj nizozemskoj verziji Your Face Sounds Familiar.
Šesta sezona showa s prikazivanjem je započela 8. ožujka 2020. godine u 20 sati, a nakon dvije prikazane epizode dolazi do prekida u snimanju i emitiranju televizijske emisije zbog potresa u Zagrebu i svjetske pandemije virusom korona. Emitiranje je nastavljeno od treće epizode 27. rujna 2020. godine, a završna epizoda prikazana je 27. prosinca 2020. godine. U Bosni i Hercegovini show se emitirao na kanalu Nova BH od 13. ožujka 2020., koji je isto prekinuo daljnje prikazivanje emisije zbog pandemije, a prikazivanje se nastavilo od treće epizode 2. listopada 2020. do 1. siječnja 2021.
Show se emitirao na Novoj TV svake nedjelje od 20 sati, i bio je sastavljen od 16 epizoda, što je više od prethodnih sezona.

## Voditelji
- Maja Šuput
- Frano Ridjan

## Žiri
U šestoj sezoni showa žiri su činili bivši kandidat emisije, bivši voditelj emisije te bivši članovi žirija.
- Nives Celzijus
- Indira Levak
- Goran Navojec
- Igor Mešin

## Natjecatelji
U šestoj sezoni iz tjedna u tjedan nastupilo je osam kandidata.
| Natjecatelj            | Godina rođenja | Mjesto rođenja     | Zanimanje               |
| ---------------------- | -------------- | ------------------ | ----------------------- |
| Siniša Ružić           | 1969.          | Zagreb, Hrvatska   | glumac                  |
| Neda Parmać            | 1985.          | Split, Hrvatska    | pjevačica               |
| Mario Valentić         | 1980.          | Sisak, Hrvatska    | fitness trener i glumac |
| Marina Orsag           | 1979.          | Zagreb, Hrvatska   | komičarka               |
| Fabijan Pavao Medvešek | 1992.          | Zagreb, Hrvatska   | glumac                  |
| Lucija Lu Jakelić      | 1994.          | Đurđevac, Hrvatska | pjevačica               |
| Marko Braić            | 1991.          | Pula, Hrvatska     | glumac                  |
| Lana Klingor Mihić     | 1980.          | Zagreb, Hrvatska   | poduzetnica i pjevačica |

### Ukupni poredak
| Rb. | Natjecatelj            | Epizoda | Epizoda | Epizoda | Epizoda | Epizoda | Epizoda | Epizoda | Epizoda | Epizoda | Epizoda | Epizoda | Epizoda | Epizoda | Epizoda | Epizoda | Ukupno prije finala | Ep. 16           |
| Rb. | Natjecatelj            | 1       | 2       | 3       | 4       | 5       | 6       | 7       | 8       | 9       | 10      | 11      | 12      | 13      | 14      | 15      | Ukupno prije finala | Ep. 16           |
| --- | ---------------------- | ------- | ------- | ------- | ------- | ------- | ------- | ------- | ------- | ------- | ------- | ------- | ------- | ------- | ------- | ------- | ------------------- | ---------------- |
| 1.  | Marko Braić            | 32      | 22      | 51      | 42      | 48      | 61      | 39      | 25      | 61      | 34      | 59      | 27      | 51      | 29      | 24      | 605                 | 58               |
| 2.  | Fabijan Pavao Medvešek | 56      | 38      | 24      | 64      | 37      | 28      | 34      | 32      | 29      | 45      | 20      | 47      | 43      | 44      | 51      | 592                 | 62               |
| 3.  | Lucija Lu Jakelić      | 40      | 17      | 58      | 43      | 41      | 24      | 54      | 25      | 19      | 35      | 50      | 58      | 23      | 59      | 39      | 585                 | 47               |
| 4.  | Neda Parmać            | 52      | 43      | 16      | 28      | 28      | 39      | 57      | 50      | 33      | 38      | 36      | 28      | 35      | 46      | 43      | 572                 | 51               |
| 5.  | Marina Orsag           | 27      | 45      | 38      | 28      | 30      | 21      | 29      | 56      | 23      | 48      | 44      | 47      | 20      | 29      | 32      | 517                 | revijalni nastup |
| 6.  | Siniša Ružić           | 29      | 43      | 24      | 29      | 27      | 40      | 32      | 30      | 34      | 17      | 20      | 20      | 50      | 26      | 53      | 474                 | revijalni nastup |
| 7.  | Lana Klingor Mihić     | 25      | 53      | 27      | 17      | 40      | 44      | 21      | 25      | 23      | 47      | 25      | 34      | 40      | 22      | 26      | 469                 | revijalni nastup |
| 8.  | Mario Valentić         | 23      | 23      | 46      | 33      | 33      | 27      | 18      | 41      | 62      | 20      | 30      | 23      | 22      | 26      | 16      | 443                 | revijalni nastup |

## Pregled ostvarenih pobjeda
Tablica prikazuje ukupan poredak prema ostvarenim pobjedama u emisijama prije finalne.
| Rb. | Natjecatelj            | Broj pobjeda |
| --- | ---------------------- | ------------ |
| 1.  | Marko Braić            | 4            |
| 2.  | Lucija Lu Jakelić      | 3            |
| 3.  | Fabijan Pavao Medvešek | 2 + finale   |
| 4.  | Marina Orsag           | 2            |
| 4.  | Neda Parmać            | 1            |
| 6.  | Siniša Ružić           | 1            |
| 7.  | Lana Klingor Mihić     | 1            |
| 8.  | Mario Valentić         | 1            |

## Pregled epizoda

### Prva epizoda - 8. ožujka 2020.
| Natjecatelj | Transformacija i pjesma                                   | Bodovanje kandidata | Bodovanje kandidata | Bodovanje kandidata | Bodovanje kandidata | Bodovanje kandidata | Bodovanje kandidata | Bodovanje kandidata | Bodovanje kandidata | Bodovanje žirija | Bodovanje žirija | Bodovanje žirija | Bodovanje žirija | Ukupni bodova |
| Natjecatelj | Transformacija i pjesma                                   | Siniša              | Neda                | Mario               | Marina              | Fabijan             | Lu                  | Marko               | Lana                | Nives            | Goran            | Indira           | Igor             | Ukupni bodova |
| ----------- | --------------------------------------------------------- | ------------------- | ------------------- | ------------------- | ------------------- | ------------------- | ------------------- | ------------------- | ------------------- | ---------------- | ---------------- | ---------------- | ---------------- | ------------- |
| Siniša      | Cardi B, Bad Bunny & J Balvin - "I Like It"               | X                   |                     |                     |                     |                     | 5                   |                     |                     | 4                | 8                | 6                | 6                | 29            |
| Neda        | Tereza Kesovija - "Moja posljednja i prva ljubavi"        |                     | X                   |                     |                     |                     |                     | 5                   |                     | 10               | 10               | 10               | 12               | 52            |
| Mario       | Nives Celzijus - "Odjebando"                              |                     |                     | X                   |                     |                     |                     |                     |                     | 8                | 6                | 4                | 5                | 23            |
| Marina      | ABBA - "Waterloo"                                         |                     |                     |                     | X                   |                     |                     |                     |                     | 5                | 5                | 8                | 9                | 27            |
| Fabijan     | Queen - "Bohemian Rhapsody"                               |                     |                     | 5                   |                     | X                   |                     |                     |                     | 12               | 12               | 12               | 10               | 56            |
| Lu          | Josipa Lisac & Dino Dvornik - "Rušila sam mostove od sna" |                     | 5                   |                     |                     |                     | X                   |                     |                     | 9                | 9                | 9                | 8                | 40            |
| Marko       | Maja Šuput - "Dođi mami"                                  |                     |                     |                     | 5                   |                     |                     | X                   |                     | 6                | 7                | 7                | 7                | 32            |
| Lana        | LunchMoney Lewis - "Bills"                                |                     |                     |                     |                     | 5                   |                     |                     | X                   | 7                | 4                | 5                | 4                | 25            |

Pobjednik prve epizode je Fabijan Pavao Medvešek. Osvojenih 10.000 kuna donirao je Udruzi za zaštitu životinja "Anima Dvor".

### Druga epizoda - 15. ožujka 2020.
| Natjecatelj | Transformacija i pjesma                                    | Bodovanje kandidata | Bodovanje kandidata | Bodovanje kandidata | Bodovanje kandidata | Bodovanje kandidata | Bodovanje kandidata | Bodovanje kandidata | Bodovanje kandidata | Bodovanje žirija | Bodovanje žirija | Bodovanje žirija | Bodovanje žirija | Ukupni bodova |
| Natjecatelj | Transformacija i pjesma                                    | Siniša              | Neda                | Mario               | Marina              | Fabijan             | Lu                  | Marko               | Lana                | Nives            | Goran            | Indira           | Igor             | Ukupni bodova |
| ----------- | ---------------------------------------------------------- | ------------------- | ------------------- | ------------------- | ------------------- | ------------------- | ------------------- | ------------------- | ------------------- | ---------------- | ---------------- | ---------------- | ---------------- | ------------- |
| Siniša      | Madonna - "Don't Cry For Me Argentina"                     | X                   | 5                   |                     |                     |                     |                     | 5                   |                     | 6                | 12               | 6                | 9                | 43            |
| Neda        | Daddy Yankee - "Con Calma"                                 |                     | X                   |                     |                     |                     | 5                   |                     |                     | 10               | 8                | 12               | 8                | 43            |
| Mario       | Doris Dragović - "Malo mi za sriću triba" i "Šakom o stol" |                     |                     | X                   |                     |                     |                     |                     |                     | 4                | 6                | 7                | 6                | 23            |
| Marina      | Cher - "Believe"                                           |                     |                     | 5                   | X                   | 5                   |                     |                     | 5                   | 8                | 7                | 8                | 7                | 45            |
| Fabijan     | Beyonce & Jennifer Hudson - "One Night Only"               |                     |                     |                     |                     | X                   |                     |                     |                     | 9                | 9                | 10               | 10               | 38            |
| Lu          | Dr. Alban - "Sing Hallelujah"                              |                     |                     |                     |                     |                     | X                   |                     |                     | 5                | 4                | 4                | 4                | 17            |
| Marko       | Shawn Mendes & Camila Cabello - "Senorita"                 |                     |                     |                     |                     |                     |                     | X                   |                     | 7                | 5                | 5                | 5                | 22            |
| Lana        | Luis Fonsi i Demi Lovato - "Echame la Culpa"               | 5                   |                     |                     | 5                   |                     |                     |                     | X                   | 12               | 10               | 9                | 12               | 53            |

Pobjednica druge epizode je Lana Klingor Mihić. Osvojenih 10.000 kuna donirala je Zakladi "Solidarna" za fond #SpasiMe.

### Treća epizoda - 27. rujna 2020.
Treća epizoda nije prikazana zbog potresa u Zagrebu i svjetske pandemije korona krize koji su zaustavili snimanje i emitiranje showa.
Nastavak sezone započeo od treće epizode u jesenskoj shemi Nove TV.
| Natjecatelj | Transformacija i pjesma                              | Bodovanje kandidata | Bodovanje kandidata | Bodovanje kandidata | Bodovanje kandidata | Bodovanje kandidata | Bodovanje kandidata | Bodovanje kandidata | Bodovanje kandidata | Bodovanje žirija | Bodovanje žirija | Bodovanje žirija | Bodovanje žirija | Ukupni bodova |
| Natjecatelj | Transformacija i pjesma                              | Siniša              | Neda                | Mario               | Marina              | Fabijan             | Lu                  | Marko               | Lana                | Nives            | Goran            | Indira           | Igor             | Ukupni bodova |
| ----------- | ---------------------------------------------------- | ------------------- | ------------------- | ------------------- | ------------------- | ------------------- | ------------------- | ------------------- | ------------------- | ---------------- | ---------------- | ---------------- | ---------------- | ------------- |
| Siniša      | Ricky Martin - "Adrenalina"                          | X                   |                     |                     |                     |                     |                     |                     |                     | 8                | 6                | 5                | 5                | 24            |
| Neda        | Mladen Grdović i Bepo Matešić - "Nije u šoldima sve" |                     | X                   |                     |                     |                     |                     |                     |                     | 4                | 4                | 4                | 4                | 16            |
| Mario       | Billy Idol - "White wedding"                         |                     |                     | X                   |                     | 5                   | 5                   |                     | 5                   | 7                | 8                | 8                | 8                | 46            |
| Marina      | DJ Snake i Ozuna - "Taki Taki"                       |                     |                     |                     | X                   |                     |                     |                     |                     | 9                | 12               | 10               | 7                | 38            |
| Fabijan     | Claudia Beni - "Više nisam tvoja"                    |                     |                     |                     |                     | X                   |                     |                     |                     | 5                | 7                | 6                | 6                | 24            |
| Lu          | Ciara i Missy Elliot - "Level up remix"              | 5                   |                     |                     | 5                   |                     | X                   | 5                   |                     | 10               | 9                | 12               | 12               | 58            |
| Marko       | Outkast - "Roses"                                    |                     | 5                   | 5                   |                     |                     |                     | X                   |                     | 12               | 10               | 9                | 10               | 51            |
| Lana        | Rihanna - "Diamonds"                                 |                     |                     |                     |                     |                     |                     |                     | X                   | 6                | 5                | 7                | 9                | 27            |

Pobjednica treće epizode je Lu Jakelić. Osvojenih 10.000 kuna donirala je Udruzi roditelja, djece i osoba s invaliditetom Mali princ iz Đurđevca.

### Četvrta epizoda - 4. listopada 2020.
| Natjecatelj | Transformacija i pjesma                                   | Bodovanje kandidata | Bodovanje kandidata | Bodovanje kandidata | Bodovanje kandidata | Bodovanje kandidata | Bodovanje kandidata | Bodovanje kandidata | Bodovanje kandidata | Bodovanje žirija | Bodovanje žirija | Bodovanje žirija | Bodovanje žirija | Ukupni bodova |
| Natjecatelj | Transformacija i pjesma                                   | Siniša              | Neda                | Mario               | Marina              | Fabijan             | Lu                  | Marko               | Lana                | Nives            | Goran            | Indira           | Igor             | Ukupni bodova |
| ----------- | --------------------------------------------------------- | ------------------- | ------------------- | ------------------- | ------------------- | ------------------- | ------------------- | ------------------- | ------------------- | ---------------- | ---------------- | ---------------- | ---------------- | ------------- |
| Siniša      | 50 Cent - "In da club"                                    | X                   |                     | 5                   |                     | 5                   |                     |                     |                     | 4                | 5                | 5                | 5                | 29            |
| Neda        | Doris Dragović i Petar Grašo - "Što je to od mene ostalo" |                     | X                   |                     |                     |                     |                     |                     |                     | 9                | 6                | 6                | 7                | 28            |
| Mario       | Shaggy - "Hey sexy lady"                                  |                     |                     | X                   |                     |                     |                     |                     |                     | 8                | 9                | 8                | 8                | 33            |
| Marina      | Dubioza Kolektiv - "Himna generacije"                     |                     |                     |                     | X                   |                     |                     |                     |                     | 7                | 8                | 7                | 6                | 28            |
| Fabijan     | Ed Sheeran i Andrea Bocelli - "Perfect Symphony"          | 5                   | 5                   |                     | 5                   | X                   |                     | 5                   |                     | 10               | 10               | 12               | 12               | 64            |
| Lu          | Amy Winehouse - "Back to black"                           |                     |                     |                     |                     |                     | X                   |                     |                     | 12               | 12               | 9                | 10               | 43            |
| Marko       | Dino Dvornik - "Udri jače manijače"                       |                     |                     |                     |                     |                     | 5                   | X                   | 5                   | 6                | 7                | 10               | 9                | 42            |
| Lana        | Parni Valjak - "Javi se"                                  |                     |                     |                     |                     |                     |                     |                     | X                   | 5                | 4                | 4                | 4                | 17            |

Pobjednik četvrte epizode je Fabijan Pavao Medvešek. Osvojenih 10.000 kuna donirao je Udruzi za terapiju i aktivnost pomoću konja Mogu.

### Peta epizoda - 11. listopada 2020.
Peta epizoda bila je Eurovizijska večer u kojoj su kandidati imitirati predstavnike zemalja Eurovizije.
| Natjecatelj | Transformacija i pjesma                           | Bodovanje kandidata | Bodovanje kandidata | Bodovanje kandidata | Bodovanje kandidata | Bodovanje kandidata | Bodovanje kandidata | Bodovanje kandidata | Bodovanje kandidata | Bodovanje žirija | Bodovanje žirija | Bodovanje žirija | Bodovanje žirija | Ukupni bodova |
| Natjecatelj | Transformacija i pjesma                           | Siniša              | Neda                | Mario               | Marina              | Fabijan             | Lu                  | Marko               | Lana                | Nives            | Goran            | Indira           | Igor             | Ukupni bodova |
| ----------- | ------------------------------------------------- | ------------------- | ------------------- | ------------------- | ------------------- | ------------------- | ------------------- | ------------------- | ------------------- | ---------------- | ---------------- | ---------------- | ---------------- | ------------- |
| Siniša      | Izrael / Netta - "Toy"                            | X                   |                     |                     |                     |                     |                     |                     |                     | 4                | 10               | 4                | 9                | 27            |
| Neda        | Grčka / Sakis Rouvas - "Shake it"                 |                     | X                   |                     |                     |                     |                     |                     |                     | 5                | 7                | 8                | 8                | 28            |
| Mario       | BIH / Laka - "Pokušaj"                            |                     |                     | X                   |                     |                     |                     |                     |                     | 7                | 12               | 7                | 7                | 33            |
| Marina      | Irska / Johnny Logan - "Hold me now"              |                     | 5                   |                     | X                   |                     |                     |                     |                     | 6                | 9                | 6                | 4                | 30            |
| Fabijan     | Austrija / Conchita Wurst - "Rise like a Phoenix" |                     |                     |                     |                     | X                   |                     |                     | 5                   | 12               | 4                | 10               | 6                | 37            |
| Lu          | Hrvatska / Jacques Houdek - "My friend"           |                     |                     | 5                   |                     |                     | X                   |                     |                     | 8                | 6                | 12               | 10               | 41            |
| Marko       | Cipar / Eleni Foureira - "Fuego"                  | 5                   |                     |                     | 5                   |                     |                     | X                   |                     | 9                | 8                | 9                | 12               | 48            |
| Lana        | Srbija / Marija Šerifović - "Molitva"             |                     |                     |                     |                     | 5                   | 5                   | 5                   | X                   | 10               | 5                | 5                | 5                | 40            |

Pobjednik pete epizode je Marko Braić. Osvojenih 10.000 kuna donirao je Udruzi Prevencija.

### Šesta epizoda - 18. listopada 2020.
| Natjecatelj | Transformacija i pjesma                      | Bodovanje kandidata | Bodovanje kandidata | Bodovanje kandidata | Bodovanje kandidata | Bodovanje kandidata | Bodovanje kandidata | Bodovanje kandidata | Bodovanje kandidata | Bodovanje žirija | Bodovanje žirija | Bodovanje žirija | Bodovanje žirija | Ukupni bodova |
| Natjecatelj | Transformacija i pjesma                      | Siniša              | Neda                | Mario               | Marina              | Fabijan             | Lu                  | Marko               | Lana                | Nives            | Goran            | Indira           | Igor             | Ukupni bodova |
| ----------- | -------------------------------------------- | ------------------- | ------------------- | ------------------- | ------------------- | ------------------- | ------------------- | ------------------- | ------------------- | ---------------- | ---------------- | ---------------- | ---------------- | ------------- |
| Siniša      | The Temptations - "Papa was a rolling stone" | X                   |                     |                     |                     |                     |                     | 5                   |                     | 9                | 8                | 9                | 9                | 40            |
| Neda        | Katy Perry - "Chained to the rhythm"         |                     | X                   |                     | 5                   |                     |                     |                     |                     | 7                | 10               | 7                | 10               | 39            |
| Mario       | Haris Džinović - "I tebe sam sit kafano"     | 5                   |                     | X                   |                     |                     |                     |                     |                     | 5                | 5                | 6                | 6                | 27            |
| Marina      | E.T. - "Nemoj mi raditi to"                  |                     |                     |                     | X                   |                     | 5                   |                     |                     | 4                | 4                | 4                | 4                | 21            |
| Fabijan     | Lionel Richie i Diana Ross - "Endless Love"  |                     |                     |                     |                     | X                   |                     |                     |                     | 6                | 7                | 8                | 7                | 28            |
| Lu          | Jole - "Maksimalno"                          |                     |                     |                     |                     |                     | X                   |                     |                     | 8                | 6                | 5                | 5                | 24            |
| Marko       | Red Hot Chili Peppers - "Give It Away"       |                     | 5                   | 5                   |                     |                     |                     | X                   |                     | 12               | 12               | 10               | 12               | 61            |
| Lana        | Tina Turner - "We don't need another hero"   |                     |                     |                     |                     | 5                   |                     |                     | X                   | 10               | 9                | 12               | 8                | 44            |

Pobjednik šeste epizode je Marko Braić. Osvojenih 10.000 kuna donirao je Udruzi Institut dom.

### Sedma epizoda - 25. listopada 2020.
| Natjecatelj | Transformacija i pjesma                   | Bodovanje kandidata | Bodovanje kandidata | Bodovanje kandidata | Bodovanje kandidata | Bodovanje kandidata | Bodovanje kandidata | Bodovanje kandidata | Bodovanje kandidata | Bodovanje žirija | Bodovanje žirija | Bodovanje žirija | Bodovanje žirija | Ukupni bodova |
| Natjecatelj | Transformacija i pjesma                   | Siniša              | Neda                | Mario               | Marina              | Fabijan             | Lu                  | Marko               | Lana                | Nives            | Goran            | Indira           | Igor             | Ukupni bodova |
| ----------- | ----------------------------------------- | ------------------- | ------------------- | ------------------- | ------------------- | ------------------- | ------------------- | ------------------- | ------------------- | ---------------- | ---------------- | ---------------- | ---------------- | ------------- |
| Siniša      | Chicago - "Hot honey rag"/"Nowadays"      | X                   |                     |                     |                     |                     |                     |                     |                     | 8                | 9                | 6                | 9                | 32            |
| Neda        | Fleur East - "Sax"                        |                     | X                   |                     |                     |                     | 5                   | 5                   | 5                   | 10               | 12               | 10               | 10               | 57            |
| Mario       | Sean Paul i Becky G - "Mad Love"          |                     |                     | X                   |                     |                     |                     |                     |                     | 4                | 5                | 4                | 5                | 18            |
| Marina      | Goran Bregović - "Bella Ciao"             | 5                   |                     |                     | X                   |                     |                     |                     |                     | 5                | 6                | 9                | 4                | 29            |
| Fabijan     | Jon Bon Jovi - "You Give Love a Bad Name" |                     |                     |                     |                     | X                   |                     |                     |                     | 9                | 10               | 8                | 7                | 34            |
| Lu          | Severina - "Dobrodošao u klub"/"Tarapana" |                     | 5                   | 5                   |                     |                     | X                   |                     |                     | 12               | 8                | 12               | 12               | 54            |
| Marko       | Aretha Franklin - "I Say a Little Prayer" |                     |                     |                     | 5                   | 5                   |                     | X                   |                     | 7                | 7                | 7                | 8                | 39            |
| Lana        | Pharell Williams - "Get Lucky"            |                     |                     |                     |                     |                     |                     |                     | X                   | 6                | 4                | 5                | 6                | 21            |

Pobjednica sedme epizode je Neda Parmać. Osvojenih 10.000 kuna donirao je Udruzi Radost iz Ploča.

### Osma epizoda - 1. studenog 2020.
| Natjecatelj | Transformacija i pjesma                                | Bodovanje kandidata | Bodovanje kandidata | Bodovanje kandidata | Bodovanje kandidata | Bodovanje kandidata | Bodovanje kandidata | Bodovanje kandidata | Bodovanje kandidata | Bodovanje žirija | Bodovanje žirija | Bodovanje žirija | Bodovanje žirija | Ukupni bodova |
| Natjecatelj | Transformacija i pjesma                                | Siniša              | Neda                | Mario               | Marina              | Fabijan             | Lu                  | Marko               | Lana                | Nives            | Goran            | Indira           | Igor             | Ukupni bodova |
| ----------- | ------------------------------------------------------ | ------------------- | ------------------- | ------------------- | ------------------- | ------------------- | ------------------- | ------------------- | ------------------- | ---------------- | ---------------- | ---------------- | ---------------- | ------------- |
| Siniša      | Shirley Bassey - "Hey big spender"                     | X                   |                     |                     |                     | 5                   |                     |                     |                     | 6                | 8                | 5                | 6                | 30            |
| Neda        | Psihomodo pop - "Pinokio"                              |                     | X                   | 5                   | 5                   |                     | 5                   |                     |                     | 9                | 9                | 8                | 9                | 50            |
| Mario       | Mišo Kovač - "Sutra mi sude"                           |                     |                     | X                   |                     |                     |                     |                     |                     | 10               | 10               | 9                | 12               | 41            |
| Marina      | Lisa Stansfield i Barry White - "All around the world" | 5                   |                     |                     | X                   |                     |                     |                     | 5                   | 12               | 12               | 12               | 10               | 56            |
| Fabijan     | Dua Lipa - "Don't start now"                           |                     | 5                   |                     |                     | X                   |                     | 5                   |                     | 4                | 7                | 7                | 4                | 32            |
| Lu          | Los del Rio - "Macarena"                               |                     |                     |                     |                     |                     | X                   |                     |                     | 7                | 4                | 6                | 8                | 25            |
| Marko       | Bruno Mars - "Finesse"                                 |                     |                     |                     |                     |                     |                     | X                   |                     | 5                | 5                | 10               | 5                | 25            |
| Lana        | Patrick Hernandez - "Born to be alive"                 |                     |                     |                     |                     |                     |                     |                     | X                   | 8                | 6                | 4                | 7                | 25            |

Pobjednica osme epizode je Marina Orsag. Osvojenih 10.000 kuna donirala je Klubu roditelja nedonoščadi Palčići.

### Deveta epizoda - 8. studenog 2020.
| Natjecatelj | Transformacija i pjesma                             | Bodovanje kandidata | Bodovanje kandidata | Bodovanje kandidata | Bodovanje kandidata | Bodovanje kandidata | Bodovanje kandidata | Bodovanje kandidata | Bodovanje kandidata | Bodovanje žirija | Bodovanje žirija | Bodovanje žirija | Bodovanje žirija | Ukupni bodova |
| Natjecatelj | Transformacija i pjesma                             | Siniša              | Neda                | Mario               | Marina              | Fabijan             | Lu                  | Marko               | Lana                | Nives            | Goran            | Indira           | Igor             | Ukupni bodova |
| ----------- | --------------------------------------------------- | ------------------- | ------------------- | ------------------- | ------------------- | ------------------- | ------------------- | ------------------- | ------------------- | ---------------- | ---------------- | ---------------- | ---------------- | ------------- |
| Siniša      | Željko Bebek i Jasna Zlokić - "Ima neka tajna veza" | X                   |                     |                     |                     | 5                   |                     |                     |                     | 5                | 7                | 9                | 8                | 34            |
| Neda        | Will Smith - "Boom shake the room"                  |                     | X                   |                     |                     |                     |                     |                     |                     | 8                | 9                | 7                | 9                | 33            |
| Mario       | Alka Yagnik - "Ya Mustapha"                         | 5                   | 5                   | X                   | 5                   |                     |                     | 5                   |                     | 12               | 10               | 10               | 10               | 62            |
| Marina      | Severina i Boris Novković - "Ko je kriv"            |                     |                     |                     | X                   |                     |                     |                     |                     | 7                | 4                | 8                | 4                | 23            |
| Fabijan     | Frank Sinatra - "New York, New York"                |                     |                     |                     |                     | X                   |                     |                     |                     | 9                | 8                | 5                | 7                | 29            |
| Lu          | Billie Eilish - "Bad guy"                           |                     |                     |                     |                     |                     | X                   |                     |                     | 4                | 6                | 4                | 5                | 19            |
| Marko       | Massimo - "Iz jednog pogleda"                       |                     |                     | 5                   |                     |                     | 5                   | X                   | 5                   | 10               | 12               | 12               | 12               | 61            |
| Lana        | Culture Beat - "Mr. Vain"                           |                     |                     |                     |                     |                     |                     |                     | X                   | 6                | 5                | 6                | 6                | 23            |

Pobjednik devete epizode je Mario Valentić. Osvojenih 10.000 kuna donirao je Udruzi Dajmo im šansu.

### Deseta epizoda - 15. studenog 2020.
| Natjecatelj | Transformacija i pjesma                       | Bodovanje kandidata | Bodovanje kandidata | Bodovanje kandidata | Bodovanje kandidata | Bodovanje kandidata | Bodovanje kandidata | Bodovanje kandidata | Bodovanje kandidata | Bodovanje žirija | Bodovanje žirija | Bodovanje žirija | Bodovanje žirija | Ukupni bodova |
| Natjecatelj | Transformacija i pjesma                       | Siniša              | Neda                | Mario               | Marina              | Fabijan             | Lu                  | Marko               | Lana                | Nives            | Goran            | Indira           | Igor             | Ukupni bodova |
| ----------- | --------------------------------------------- | ------------------- | ------------------- | ------------------- | ------------------- | ------------------- | ------------------- | ------------------- | ------------------- | ---------------- | ---------------- | ---------------- | ---------------- | ------------- |
| Siniša      | Elvis Presley - "Hound dog"                   | X                   |                     |                     |                     |                     |                     |                     |                     | 5                | 4                | 4                | 4                | 17            |
| Neda        | Shakira - "Hips don't lie"                    |                     | X                   |                     |                     | 5                   |                     |                     |                     | 6                | 6                | 12               | 9                | 38            |
| Mario       | Lil Nas X i Billy Ray Cyrus - "Old town road" |                     |                     | X                   |                     |                     |                     |                     |                     | 4                | 5                | 6                | 5                | 20            |
| Marina      | Tones and I - "Dance monkey"                  |                     | 5                   |                     | X                   |                     | 5                   |                     |                     | 9                | 12               | 5                | 12               | 48            |
| Fabijan     | Lenny Kravitz - "Fly away"                    |                     |                     | 5                   |                     | X                   |                     |                     |                     | 12               | 8                | 10               | 10               | 45            |
| Lu          | Zlatko Pejaković - "Čerge"                    |                     |                     |                     |                     |                     | X                   |                     | 5                   | 8                | 7                | 9                | 6                | 35            |
| Marko       | Maluma & Gims - "Hola senorita"               |                     |                     |                     |                     |                     |                     | X                   |                     | 10               | 9                | 8                | 7                | 34            |
| Lana        | Seal - "Kiss from a rose"                     | 5                   |                     |                     | 5                   |                     |                     | 5                   | X                   | 7                | 10               | 7                | 8                | 47            |

Pobjednica desete epizode je Marina Orsag. Osvojenih 10.000 kuna donirala je Udruzi za rekreacijsko i terapijsko jahanje Nada.

### Jedanaesta epizoda - 22. studenog 2020.
| Natjecatelj | Transformacija i pjesma                    | Bodovanje kandidata | Bodovanje kandidata | Bodovanje kandidata | Bodovanje kandidata | Bodovanje kandidata | Bodovanje kandidata | Bodovanje kandidata | Bodovanje kandidata | Bodovanje žirija | Bodovanje žirija | Bodovanje žirija | Bodovanje žirija | Ukupni bodova |
| Natjecatelj | Transformacija i pjesma                    | Siniša              | Neda                | Mario               | Marina              | Fabijan             | Lu                  | Marko               | Lana                | Nives            | Goran            | Indira           | Igor             | Ukupni bodova |
| ----------- | ------------------------------------------ | ------------------- | ------------------- | ------------------- | ------------------- | ------------------- | ------------------- | ------------------- | ------------------- | ---------------- | ---------------- | ---------------- | ---------------- | ------------- |
| Siniša      | Tom Jones - "She's a lady"                 | X                   |                     |                     |                     |                     |                     |                     |                     | 5                | 7                | 4                | 4                | 20            |
| Neda        | Neda Ukraden - "Zora je"                   | 5                   | X                   |                     | 5                   |                     |                     |                     |                     | 6                | 5                | 7                | 8                | 36            |
| Mario       | Tarkan - "Yolla"                           |                     |                     | X                   |                     |                     |                     |                     |                     | 9                | 8                | 8                | 5                | 30            |
| Marina      | Willy William - "Ego"                      |                     |                     |                     | X                   |                     |                     |                     |                     | 10               | 12               | 12               | 10               | 44            |
| Fabijan     | Pink - Beautiful "Trauma"                  |                     |                     |                     |                     | X                   |                     |                     |                     | 4                | 4                | 5                | 7                | 20            |
| Lu          | Damir Urban - "Budi moja voda"             |                     | 5                   |                     |                     | 5                   | X                   | 5                   |                     | 8                | 9                | 9                | 9                | 50            |
| Marko       | Indira - "You will never break my heart"   |                     |                     | 5                   |                     |                     | 5                   | X                   | 5                   | 12               | 10               | 10               | 12               | 59            |
| Lana        | Cher i Tina Turner - "Shame, shame, shame" |                     |                     |                     |                     |                     |                     |                     | X                   | 7                | 6                | 6                | 6                | 25            |

Pobjednik jedanaeste epizode je Marko Braić. Osvojenih 10.000 kuna donirao je Udruzi za zaštitu i promicanje mentalnog zdravlja Svitanje.

### Dvanaesta epizoda - 29. studenog 2020.
| Natjecatelj | Transformacija i pjesma            | Bodovanje kandidata | Bodovanje kandidata | Bodovanje kandidata | Bodovanje kandidata | Bodovanje kandidata | Bodovanje kandidata | Bodovanje kandidata | Bodovanje kandidata | Bodovanje žirija | Bodovanje žirija | Bodovanje žirija | Bodovanje žirija | Ukupni bodova |
| Natjecatelj | Transformacija i pjesma            | Siniša              | Neda                | Mario               | Marina              | Fabijan             | Lu                  | Marko               | Lana                | Nives            | Goran            | Indira           | Igor             | Ukupni bodova |
| ----------- | ---------------------------------- | ------------------- | ------------------- | ------------------- | ------------------- | ------------------- | ------------------- | ------------------- | ------------------- | ---------------- | ---------------- | ---------------- | ---------------- | ------------- |
| Siniša      | Emilija Kokić - "Javi se"          | X                   |                     |                     |                     |                     |                     |                     |                     | 5                | 5                | 5                | 5                | 20            |
| Neda        | Željko Bebek - "Ono nešto naše"    |                     | X                   | 5                   |                     |                     |                     |                     |                     | 7                | 6                | 4                | 6                | 28            |
| Mario       | TBF - "Vesljko"                    |                     |                     | X                   |                     | 5                   |                     |                     |                     | 4                | 4                | 6                | 4                | 23            |
| Marina      | Cyndi Lauper - "True Colors"       |                     |                     |                     | X                   |                     | 5                   | 5                   |                     | 8                | 9                | 10               | 10               | 47            |
| Fabijan     | Metallica - "Nothing else matters" |                     | 5                   |                     |                     | X                   |                     |                     | 5                   | 10               | 10               | 8                | 9                | 47            |
| Lu          | Barbra Streisand - "Woman in love" | 5                   |                     |                     | 5                   |                     | X                   |                     |                     | 12               | 12               | 12               | 12               | 58            |
| Marko       | Lizzo - "Juice"                    |                     |                     |                     |                     |                     |                     | X                   |                     | 6                | 7                | 7                | 7                | 27            |
| Lana        | Kasandra - "Kazna"                 |                     |                     |                     |                     |                     |                     |                     | X                   | 9                | 8                | 9                | 8                | 34            |

Pobjednica dvanaeste epizode je Lu Jakelić. Osvojenih 10.000 kuna donirala je Udruzi Projekt sreća.

### Trinaesta epizoda - 6. prosinca 2020.
| Natjecatelj | Transformacija i pjesma              | Bodovanje kandidata | Bodovanje kandidata | Bodovanje kandidata | Bodovanje kandidata | Bodovanje kandidata | Bodovanje kandidata | Bodovanje kandidata | Bodovanje kandidata | Bodovanje žirija | Bodovanje žirija | Bodovanje žirija | Bodovanje žirija | Ukupni bodova |
| Natjecatelj | Transformacija i pjesma              | Siniša              | Neda                | Mario               | Marina              | Fabijan             | Lu                  | Marko               | Lana                | Nives            | Goran            | Indira           | Igor             | Ukupni bodova |
| ----------- | ------------------------------------ | ------------------- | ------------------- | ------------------- | ------------------- | ------------------- | ------------------- | ------------------- | ------------------- | ---------------- | ---------------- | ---------------- | ---------------- | ------------- |
| Siniša      | Taylor Dayne - "Tell It to My Heart" | X                   |                     |                     |                     |                     | 5                   |                     |                     | 9                | 12               | 12               | 12               | 50            |
| Neda        | Enrique Iglesias - "Subeme la radio" |                     | X                   |                     |                     |                     |                     | 5                   |                     | 7                | 8                | 7                | 8                | 35            |
| Mario       | Alka Vuica - "Ola e"                 |                     |                     | X                   |                     |                     |                     |                     | 5                   | 4                | 4                | 4                | 5                | 22            |
| Marina      | Jelena Rozga - "Tsunami"             |                     |                     |                     | X                   |                     |                     |                     |                     | 5                | 6                | 5                | 4                | 20            |
| Fabijan     | Black Eyed Peas - "I Gotta Feeling"  | 5                   |                     |                     |                     | X                   |                     |                     |                     | 10               | 10               | 9                | 9                | 43            |
| Lu          | Novi Fosili - "Dobre djevojke"       |                     |                     |                     |                     |                     | X                   |                     |                     | 6                | 5                | 6                | 6                | 23            |
| Marko       | Rag'n'Bone Man - "Skin"              |                     |                     | 5                   | 5                   |                     |                     | X                   |                     | 12               | 9                | 10               | 10               | 51            |
| Lana        | Madonna - "True blue"                |                     | 5                   |                     |                     | 5                   |                     |                     | X                   | 8                | 7                | 8                | 7                | 40            |

Pobjednik trinaeste epizode je Marko Braić. Osvojenih 10.000 kuna donirao je Udruzi Putokaz VG.

### Četrnaesta epizoda - 13. prosinca 2020.
| Natjecatelj | Transformacija i pjesma                           | Bodovanje kandidata | Bodovanje kandidata | Bodovanje kandidata | Bodovanje kandidata | Bodovanje kandidata | Bodovanje kandidata | Bodovanje kandidata | Bodovanje kandidata | Bodovanje žirija | Bodovanje žirija | Bodovanje žirija | Bodovanje žirija | Ukupni bodova |
| Natjecatelj | Transformacija i pjesma                           | Siniša              | Neda                | Mario               | Marina              | Fabijan             | Lu                  | Marko               | Lana                | Nives            | Goran            | Indira           | Igor             | Ukupni bodova |
| ----------- | ------------------------------------------------- | ------------------- | ------------------- | ------------------- | ------------------- | ------------------- | ------------------- | ------------------- | ------------------- | ---------------- | ---------------- | ---------------- | ---------------- | ------------- |
| Siniša      | Santa Esmeralda - "Don't let me be misunderstood" | X                   |                     |                     |                     |                     |                     |                     | 5                   | 5                | 8                | 4                | 7                | 29            |
| Neda        | The Jacksons - "Blame it on the Boogie"           |                     | X                   |                     |                     | 5                   | 5                   |                     |                     | 9                | 9                | 9                | 9                | 46            |
| Mario       | Oskar i Slavica - "Zmija i žaba"                  |                     |                     | X                   |                     |                     |                     |                     |                     | 8                | 7                | 6                | 5                | 26            |
| Marina      | Tajči - "Dvije zvjezdice"                         |                     |                     |                     | X                   |                     |                     |                     |                     | 7                | 6                | 8                | 8                | 29            |
| Fabijan     | Adele - "Set fire to the rain"                    |                     |                     |                     |                     | X                   |                     |                     |                     | 10               | 12               | 10               | 12               | 44            |
| Lu          | Celine Dion - "River deep, mountain high"         |                     | 5                   |                     | 5                   |                     | X                   | 5                   |                     | 12               | 10               | 12               | 10               | 59            |
| Marko       | Duško Lokin - "Oči pune suza"                     | 5                   |                     | 5                   |                     |                     |                     | X                   |                     | 4                | 4                | 7                | 4                | 29            |
| Lana        | Sandi Cenov - "Kad srce kaže da"                  |                     |                     |                     |                     |                     |                     |                     | X                   | 6                | 5                | 5                | 6                | 22            |

Pobjednica četrnaeste epizode je Lu Jakelić. Osvojenih 10.000 kuna donirala je Udruzi žena s bolestima dojke "Narcise", Đurđevac.

### Petnaesta epizoda - 20. prosinca 2020.
Petnaesta epizoda bila je prikazana vikend uoči blagdana Božić te je tema emisije biti božićne pjesme.
| Natjecatelj | Transformacija i pjesma                         | Bodovanje kandidata | Bodovanje kandidata | Bodovanje kandidata | Bodovanje kandidata | Bodovanje kandidata | Bodovanje kandidata | Bodovanje kandidata | Bodovanje kandidata | Bodovanje žirija | Bodovanje žirija | Bodovanje žirija | Bodovanje žirija | Ukupni bodova |
| Natjecatelj | Transformacija i pjesma                         | Siniša              | Neda                | Mario               | Marina              | Fabijan             | Lu                  | Marko               | Lana                | Nives            | Goran            | Indira           | Igor             | Ukupni bodova |
| ----------- | ----------------------------------------------- | ------------------- | ------------------- | ------------------- | ------------------- | ------------------- | ------------------- | ------------------- | ------------------- | ---------------- | ---------------- | ---------------- | ---------------- | ------------- |
| Siniša      | Petar Grašo - "Fritula"                         | X                   |                     |                     | 5                   | 5                   | 5                   |                     |                     | 12               | 12               | 6                | 8                | 53            |
| Neda        | Gwen Stefani - "Jingle Bells"                   | 5                   | X                   |                     |                     |                     |                     |                     | 5                   | 8                | 7                | 9                | 9                | 43            |
| Mario       | Hall and Oates - "Jingle Bell Rock"             |                     |                     | X                   |                     |                     |                     |                     |                     | 4                | 4                | 4                | 4                | 16            |
| Marina      | Rod Stewart - "Let it snow"                     |                     |                     |                     | X                   |                     |                     |                     |                     | 7                | 8                | 10               | 7                | 32            |
| Fabijan     | Placido Domingo - "Silent night"                |                     | 5                   |                     |                     | X                   |                     | 5                   |                     | 9                | 10               | 12               | 10               | 51            |
| Lu          | Oliver Dragojević - "Bijeli Božić"              |                     |                     |                     |                     |                     | X                   |                     |                     | 10               | 9                | 8                | 12               | 39            |
| Marko       | Kylie Minogue - "Santa Baby"                    |                     |                     |                     |                     |                     |                     | X                   |                     | 5                | 6                | 7                | 6                | 24            |
| Lana        | Justin Bieber - "Santa Calus is coming to town" |                     |                     | 5                   |                     |                     |                     |                     | X                   | 6                | 5                | 5                | 5                | 26            |

Pobjednik petnaeste epizode je Siniša Ružić. Osvojenih 10.000 kuna donirao je Društvu osoba s cerebralnom i dječjom paralizom "CeDePe" - Zagreb.

### Šesnaesta epizoda (finale) - 27. prosinca 2020.
U finalnoj epizodi natječu se četiri najbolje plasirane osobe koje dobivaju bodove žirija od 8, 9, 10 i 12 te početne bodove: 7 za prvu poziciju prije finalne epizode, 6 za drugu poziciju, 5 za treću i 4 boda za četvrtu poziciju na ljestvici prije bodovanja u posljednjoj epizodi. Natjecatelji od 5. do 8. pozicije nastupaju u finalnoj epizodi u revijalnom dijelu gdje u dva para izvode duet te ne dobivaju bodove žirija.
| Natjecatelj | Transformacija i pjesma                          | Početni bodovi                                           | Bodovanje žirija                                         | Bodovanje žirija                                         | Bodovanje žirija                                         | Bodovanje žirija                                         | Bodovanje kandidata                                      | Bodovanje kandidata                                      | Bodovanje kandidata                                      | Bodovanje kandidata                                      | Bodovanje kandidata                                      | Bodovanje kandidata                                      | Bodovanje kandidata                                      | Bodovanje kandidata                                      | Ukupni bodovi                                            |
| Natjecatelj | Transformacija i pjesma                          | Početni bodovi                                           | Nives                                                    | Goran                                                    | Indira                                                   | Igor                                                     | Siniša                                                   | Neda                                                     | Mario                                                    | Marina                                                   | Fabijan                                                  | Lu                                                       | Marko                                                    | Lana                                                     | Ukupni bodovi                                            |
| ----------- | ------------------------------------------------ | -------------------------------------------------------- | -------------------------------------------------------- | -------------------------------------------------------- | -------------------------------------------------------- | -------------------------------------------------------- | -------------------------------------------------------- | -------------------------------------------------------- | -------------------------------------------------------- | -------------------------------------------------------- | -------------------------------------------------------- | -------------------------------------------------------- | -------------------------------------------------------- | -------------------------------------------------------- | -------------------------------------------------------- |
| Marko       | Jennifer Lopez - "Dance Again"                   | 7                                                        | 10                                                       | 10                                                       | 12                                                       | 9                                                        |                                                          |                                                          | 5                                                        | 5                                                        |                                                          |                                                          | X                                                        |                                                          | 58                                                       |
| Fabijan     | Hugh Jackman - "The Greatest Showman"            | 6                                                        | 12                                                       | 9                                                        | 10                                                       | 10                                                       |                                                          | 5                                                        |                                                          |                                                          | X                                                        | 5                                                        |                                                          | 5                                                        | 62                                                       |
| Lu          | Britney Spears - "I'm Not A Girl"/"Stronger"     | 5                                                        | 9                                                        | 12                                                       | 8                                                        | 8                                                        |                                                          |                                                          |                                                          |                                                          |                                                          | X                                                        | 5                                                        |                                                          | 47                                                       |
| Neda        | Macy Gray - "I try"                              | 4                                                        | 8                                                        | 8                                                        | 9                                                        | 12                                                       | 5                                                        | X                                                        |                                                          |                                                          | 5                                                        |                                                          |                                                          |                                                          | 51                                                       |
| Marina      | Michael Jackson i Paul McCartney - "Say Say Say" | Ne-finalisti u revijalnom dijelu emisije (bez bodovanja) | Ne-finalisti u revijalnom dijelu emisije (bez bodovanja) | Ne-finalisti u revijalnom dijelu emisije (bez bodovanja) | Ne-finalisti u revijalnom dijelu emisije (bez bodovanja) | Ne-finalisti u revijalnom dijelu emisije (bez bodovanja) | Ne-finalisti u revijalnom dijelu emisije (bez bodovanja) | Ne-finalisti u revijalnom dijelu emisije (bez bodovanja) | Ne-finalisti u revijalnom dijelu emisije (bez bodovanja) | Ne-finalisti u revijalnom dijelu emisije (bez bodovanja) | Ne-finalisti u revijalnom dijelu emisije (bez bodovanja) | Ne-finalisti u revijalnom dijelu emisije (bez bodovanja) | Ne-finalisti u revijalnom dijelu emisije (bez bodovanja) | Ne-finalisti u revijalnom dijelu emisije (bez bodovanja) | Ne-finalisti u revijalnom dijelu emisije (bez bodovanja) |
| Lana        | Michael Jackson i Paul McCartney - "Say Say Say" | Ne-finalisti u revijalnom dijelu emisije (bez bodovanja) | Ne-finalisti u revijalnom dijelu emisije (bez bodovanja) | Ne-finalisti u revijalnom dijelu emisije (bez bodovanja) | Ne-finalisti u revijalnom dijelu emisije (bez bodovanja) | Ne-finalisti u revijalnom dijelu emisije (bez bodovanja) | Ne-finalisti u revijalnom dijelu emisije (bez bodovanja) | Ne-finalisti u revijalnom dijelu emisije (bez bodovanja) | Ne-finalisti u revijalnom dijelu emisije (bez bodovanja) | Ne-finalisti u revijalnom dijelu emisije (bez bodovanja) | Ne-finalisti u revijalnom dijelu emisije (bez bodovanja) | Ne-finalisti u revijalnom dijelu emisije (bez bodovanja) | Ne-finalisti u revijalnom dijelu emisije (bez bodovanja) | Ne-finalisti u revijalnom dijelu emisije (bez bodovanja) | Ne-finalisti u revijalnom dijelu emisije (bez bodovanja) |
| Siniša      | Vuco i Ivanka - "Molim Te,Vrati Se"              | Ne-finalisti u revijalnom dijelu emisije (bez bodovanja) | Ne-finalisti u revijalnom dijelu emisije (bez bodovanja) | Ne-finalisti u revijalnom dijelu emisije (bez bodovanja) | Ne-finalisti u revijalnom dijelu emisije (bez bodovanja) | Ne-finalisti u revijalnom dijelu emisije (bez bodovanja) | Ne-finalisti u revijalnom dijelu emisije (bez bodovanja) | Ne-finalisti u revijalnom dijelu emisije (bez bodovanja) | Ne-finalisti u revijalnom dijelu emisije (bez bodovanja) | Ne-finalisti u revijalnom dijelu emisije (bez bodovanja) | Ne-finalisti u revijalnom dijelu emisije (bez bodovanja) | Ne-finalisti u revijalnom dijelu emisije (bez bodovanja) | Ne-finalisti u revijalnom dijelu emisije (bez bodovanja) | Ne-finalisti u revijalnom dijelu emisije (bez bodovanja) | Ne-finalisti u revijalnom dijelu emisije (bez bodovanja) |
| Mario       | Vuco i Ivanka - "Molim Te,Vrati Se"              | Ne-finalisti u revijalnom dijelu emisije (bez bodovanja) | Ne-finalisti u revijalnom dijelu emisije (bez bodovanja) | Ne-finalisti u revijalnom dijelu emisije (bez bodovanja) | Ne-finalisti u revijalnom dijelu emisije (bez bodovanja) | Ne-finalisti u revijalnom dijelu emisije (bez bodovanja) | Ne-finalisti u revijalnom dijelu emisije (bez bodovanja) | Ne-finalisti u revijalnom dijelu emisije (bez bodovanja) | Ne-finalisti u revijalnom dijelu emisije (bez bodovanja) | Ne-finalisti u revijalnom dijelu emisije (bez bodovanja) | Ne-finalisti u revijalnom dijelu emisije (bez bodovanja) | Ne-finalisti u revijalnom dijelu emisije (bez bodovanja) | Ne-finalisti u revijalnom dijelu emisije (bez bodovanja) | Ne-finalisti u revijalnom dijelu emisije (bez bodovanja) | Ne-finalisti u revijalnom dijelu emisije (bez bodovanja) |

Pobjednik šesnaeste epizode i šeste sezone showa je Fabijan Pavao Medvešek. Osvojenih 40.000 kuna donirao je Udruzi Kolibrići.

## Gledanost
Prvu epizodu šeste sezone gledalo je gotovo 803 tisuće gledatelja uz ostvarenih 51,2 posto udjela u gledanosti. Svaki drugi gledatelj bio je uz emisiju, a više od 1,5 milijuna gledatelja barem na minutu pogledalo je prvu epizodu. Šestu sezonu u prosjeku pratilo je gotovo 600 tisuća gledatelja te je ostvarila udio u gledanosti od 40%.

## Vanjske poveznice
- Službena stranica
- Videoarhiva emisija
- Službena Facebook stranica